# Сьерра-Леоне на Олимпийских играх
Спортсмены Сьерра-Леоне принимали участие в 11 летних Олимпийских играх и ни разу не участвовали в зимних Олимпиадах. Спортсмены Сьерра-Леоне дебютировали на Олимпийских играх 1968 года, а игры 1972 и 1976 годов пропустили, вернувшись в Олимпийскую семью в 1980 году и после этого не пропустили ни одних Олимпийских игр. За всё время выступлений на Олимпийских играх спортсмены из Сьерра-Леоне не завоевали ни одной медали. В среднем в спортивной делегации страны на каждые Олимпийские игры отправляется 3-4 спортсмена.

## См.также
- Список знаменосцев Сьерра-Леоне на Олимпийских играх
- Сьерра-Леоне на Паралимпийских играх
- Сьерра-Леоне на Универсиадах
- Сьерра-Леоне на юношеских Олимпийских играх
- Сьерра-Леоне на Играх Содружества